# Tim Mälzer
Tim Mälzer (Elmshorn, 22 gennaio 1971) è un cuoco tedesco.

## Biografia
Dal 1992 al 1995 ha fatto un corso di formazione nell'Hotel InterContinental di Amburgo, in Germania, poi ha lavorato all'Hotel Ritz di Londra con il cuoco inglese Jamie Oliver, dal quale ha tratto ispirazione per il suo modo di far cucina in televisione insegnando come far cucina a casa. È proprietario della catena di ristoranti Das Weiße Haus.

## Premi
- 2006 Golden Camera nella categoria show televisivi di cucina[3][4]

## Televisione
- Schmeckt nicht, gibt’s nicht, VOX (2003-2007)

- Tim Mälzer kocht![5][6], NDR (2012-2014)

## Opere
- Born to Cook. Mosaik bei Goldmann, Monaco di Baviera 2004, ISBN 3-442-39079-6.
- Born to Cook 2. Mosaik, Monaco di Baviera 2005, ISBN 3-442-39087-7.
- Neues vom Küchenbullen. Cora, Amburgo 2006, ISBN 3-89941-372-5.
- Kochbuch. Mosaik, Monaco di Baviera 2007, ISBN 978-3-442-39124-0.
- Mälzer & Witzigmann. Zwei Köche – ein Buch (con Eckart Witzigmann). Mosaik, Monaco di Baviera 2010, ISBN 978-3-442-39195-0.
- Greenbox. Tim Mälzers grüne Küche. Mosaik, Monaco di Baviera 2012, ISBN 978-3-442-39243-8.
- Heimat Mosaik, Monaco di Baviera 2014, ISBN 978-3-442-39274-2.